# Kvarndammen (Reftele socken, Småland)
Kvarndammen är en sjö i Gislaveds kommun i Småland och ingår i Lagans huvudavrinningsområde. Sjöns area är 0,05 kvadratkilometer och den är belägen 156,7 meter över havet.